# Ecce Homo (Tintoretto)
L'Ecce Homo è un dipinto del pittore veneziano Tintoretto realizzato circa nel 1565-1567 e conservato nella Scuola Grande di San Rocco a Venezia.

## Storia
È uno dei dipinti situati nella Scuola Grande di San Rocco nella sala dell'Albergo. Tintoretto dopo aver ricevuto l'incarico di decorare la sede della confraternita raffigurata sulle pareti della scena del martirio di Cristo. Ha creato delle opere: Cristo davanti a Pilato, l'Ecce Homo, Salita al Calvario, la Crocifissione e nel soffitto San Rocco in Gloria.

## Descrizione
Il dipinto dell'Ecce Homo si distingue dagli altri per il piccolo numero di personaggi raffigurati su tela. La figura centrale è Cristo seduto in una posa reale su dei gradini, come su un trono. Il suo corpo nudo è coperto da un sudario bianco. Pilato in abito rosso e un soldato stanno a sinistra e a destra del Cristo. A sinistra, una luce forte cade sui personaggi, che illumina principalmente la figura martirizzata di Gesù e la veste rossa di Pilato. Delle macchie rosse di sangue sono visibili sul sudario.